# Midden-Drenthe
Midden-Drenthe é um município dos Países Baixos, situado na província de Drente. Tem 345,87 km² de área e sua população em 2020 foi estimada em 33.280 habitantes.